# Tord gorja-roig
El tord gorja-roig (Turdus ruficollis) és una espècie d'ocell de la família dels túrdids (Turdidae) que s'ha considerat coespecífic amb Turdus atrogularis. Habita boscos de ribera i matolls de Sibèria des del Massís de l'Altai cap a l'est fins al Tunguska Superior i el Llac Baikal, i nord de Mongòlia. Passa l'hivern des del nord del Pakistan, a través del sud del Tibet i nord de l'Índia, fins a les muntanyes de Myanmar. El seu nom específic, ruficollis, significa ‘coll-roig’ en llatí.